# Andrés Sabido
Andrés Sabido Martín (Madrid, 13 november 1957) is een voormalig Spaans voetballer. Sabido was een verdediger.

## Carrière
Sabido, een geboren Madrileen, sloot zich als kind aan bij Real Madrid. Via Real Madrid Castilla belandde hij uiteindelijk in het eerste elftal van De Koninklijke, waarmee hij drie landstitels en twee bekers won. In 1982 verkaste hij naar RCD Mallorca, waar hij drie seizoenen speelde. Vervolgens speelde hij ook bij CA Osasuna drie seizoenen.
Sabido kwam uit voor verschillende Spaanse jeugdelftallen, maar schopte het nooit tot de A-selectie.

## Erelijst
| Landskampioen Primera División | 3x | 1977/78, 1978/79, 1979/80 |
| Copa del Rey                   | 2x | 1979/80, 1981/82          |